# Myndus brunnea
Myndus brunnea är en insektsart som beskrevs av Frederick Arthur Godfrey Muir 1923. Myndus brunnea ingår i släktet Myndus och familjen kilstritar. Inga underarter finns listade i Catalogue of Life.